# Pénitence d'Arjuna
La Pénitence d'Arjuna ou la Descente du Gange, son autre désignation, est un monument situé à Mahabalipuram, près de la Côte de Coromandel sur le Golfe du Bengale. Le site fait partie du district de Kanchipuram de l'état du Tamil Nadu, en Inde. 
Mesurant presque 30 m de long pour 13 m de haut, il s'agit d'un bas-relief géant à ciel ouvert sculpté sur deux blocs rocheux séparés par une faille. 
Le monument fait partie du groupe des monuments de Mahabalipuram (en) qui ont été inscrits sur la Liste du patrimoine mondial par l'UNESCO depuis 1984 et sous la responsabilité, en tant que monument protégé, de l'ASI Archaeological Survey of India.
La légende représentée par le bas-relief est interprétée de deux façons contradictoires : 
- la pénitence d'Arjuna
- l'histoire de la descente du fleuve sacré, le Gange, vers la terre depuis les cieux sous la conduite de Bhagiratha, tel que décrit dans le Panchatantra[2],[3].

L'attribution de ce relief à un épisode du Ramayana ou du Mahabaratha fait encore débat et est très souvent sujet à polémique dans les milieux universitaires. Le thème de la pénitence relié au Gange illustré dans ce rocher, pourrait en effet être une double narration simultanée des histoires d'Arjuna, de celle de Bhagiratha ou même une triple narration, ces personnages mythiques personnifiant en fin de compte le roi Narasimha Varman lui-même et le fleuve étant comparé à la dynastie Pallava, tous deux "descendant" de Vishnou.

## Histoire
Le relief a été créé pour célébrer la victoire du roi Narasimha Varman Ier (630-668), de la Dynastie des Pallava qui régna du IVe siècle au IXe siècle, sur son ennemi le roi Chalukiya Pulikesy. 

## Description
Le bas-relief est orienté vers l'est. Il a été créé avec beaucoup d'habileté et d'imagination sur deux gros blocs de rochers de granit rose en plein air donnant à l'ensemble un effet naturel. Plusieurs des figures sculptées sont en taille réelle. La partie inférieure droite, vierge de toute sculpture, semble inachevée avec toutefois des ébauches du détourage de quelques formes.
L'œuvre monumentale comporte environ 150 représentations de dieux, d'humains, de nains, d'êtres célestes mi-humains, mi-animaux, ainsi que d'animaux réels ou mythiques,.

### Le Gange
La faille naturelle, une très grande fissure verticale a été habilement mise en scène par les sculpteurs. Elle se trouve entre les deux blocs rocheux et fait partie intégrante du récit mythique gravé sur l'ensemble du relief. Cette faille centrale représentant le cours du Gange est peuplée de créatures aquatiques tels des nâgas et nāginīs.
Il fut un temps où un réservoir d'eau était situé au sommet de la roche permettant de libérer de l'eau afin de simuler le Gange dans certaines occasions festives. Ainsi, lors de rituels et d'offrandes, l'eau cascadait réellement sur la fente et donnait l'impression que le Gange descendait des nattes de Shiva. La présence d'une citerne en maçonnerie de brique au sommet de la fente atteste cette pratique. 

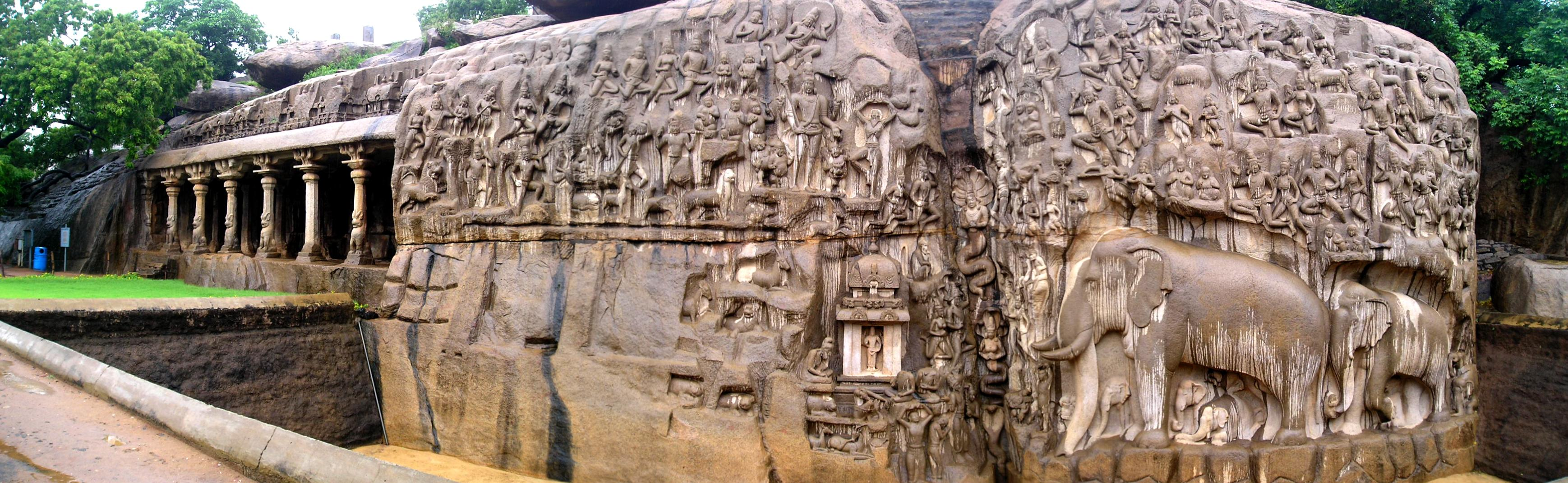
Vue panoramique de la Descente du Gange avec, à gauche la grotte de Pancha Pandava.

## Interprétations

### Descente du Gange
Selon le Ramayana, le roi d'Ayodhya Bhagiratha, de la lignée d'Iksvaku, lui-même ancêtre de Rama, se livra à une très dure ascèse durant mille ans afin d'accomplir les rites funéraires et de purifier les cendres de ses soixante mille ancêtres. À force de courage, il obtint de Brahma la descente sur terre de la Ganga (le Gange).
Cependant le flot impétueux du fleuve aurait anéanti toute vie, tant sa force était grande si, à force de nouvelles austérités, le roi n'avait obtenu de Shiva la faveur de recueillir le Gange dans sa Jata (chignon d'ascète) pendant encore cent ans. Au terme de ces années, son cours avait été ralenti et Shiva put le laisser couler librement. 

### Arjuna
Le bas-relief est aussi appelé parfois la Pénitence d'Arjuna, du nom du principal héros des frères Pandava dans le Mahabharata dont il est le puîné, répondant de fait à l'attribution des cinq Ratha du même site.
En haut à gauche de la faille, on peut interpréter la figure de l'ascète au corps si émacié qu'on lui voit les côtes comme étant Arjuna. Il serait en train de faire une dure pénitence, debout devant Shiva sur un pied, les bras levés au-dessus de la tête pour obtenir du dieu le Pashupata,,.

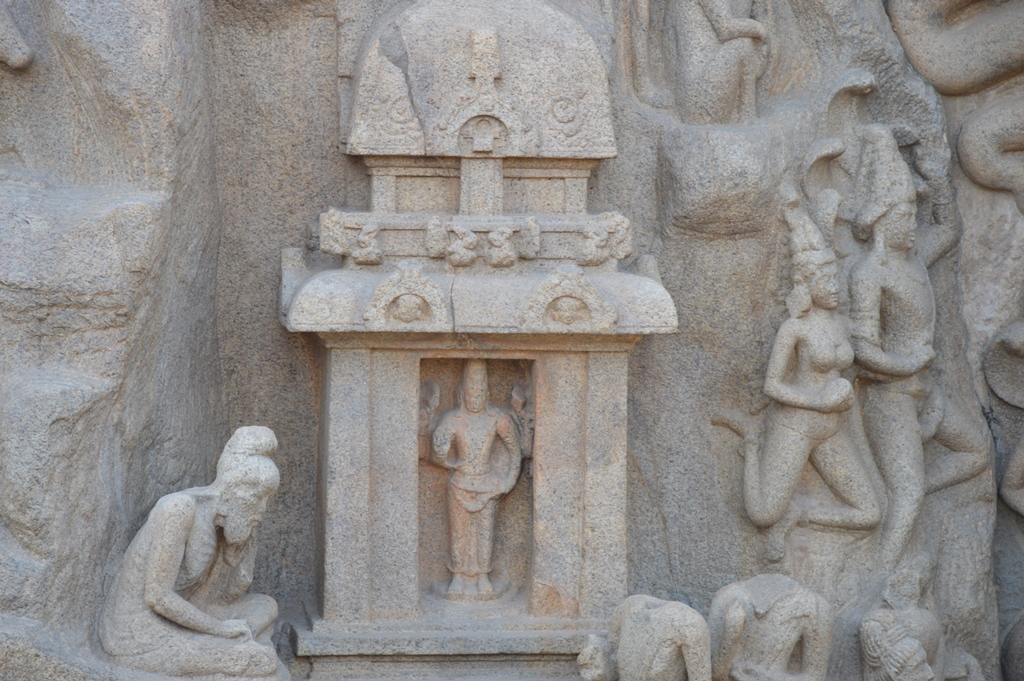
Arjuna dans son ermitage.

On retrouve Arjuna dans une autre scène importante qui est celle d'un petit temple à droite de la faille à l'extrémité inférieure du panneau. Ce temple petit et simple est dédié à Vishnou qui est représenté à l'intérieur. Le temple s'inspire du style de la Draupadi des Cinq Ratha avec une tour carrée à dôme curviligne avec une stupi. Les coins sont décorés de motifs floraux, les corniches sont également visibles avec des " kudus " sculptés avec des visages humains à l'intérieur. Dans le plancher au-dessus de la corniche, des motifs de lion sont sculptés. Un carré supporte le toit en dôme. On voit Arjuna assis devant le temple. Une tortue est figurée tout en bas indiquant la présence d'eau dans le voisinage immédiat.

### Les dieux
Les dieux Shiva principalement, mais aussi Vishnou et Sūrya (le soleil), Chandra (la lune), accompagnés d'une foule d'êtres célestes comme les Kinnara et Kinnari, les Gandharva et leurs épouses les Apsaras, les Bhutas Ganas, les nains, etc. sont bien visibles sur la partie supérieure à droite comme à gauche où, accompagnés d'animaux, ils semblent courir vers le fleuve réapparu.
Les créatures aquatiques tels les nâgas et nāginīs sont également représentés au centre dans leur milieu liquide.

### Les éléphants

Le côté droit du relief avec des lions et les deux éléphants marchant

Sur le rocher de droite en bas, sont figurés de grands éléphants dont l'interprétation reste, pour certains, incertaine : ils figurent peut être les piliers du monde, placés dans le monde souterrain : c'est là que les ancêtres de Bhagiratha avaient été réduits en cendres par Brahma. Celui-ci, sous la forme du sage Kapila, avait dérobé le cheval de l'ashvameda pour faire mourir les fils de Sagara, les soixante mille ancêtres de Bhagiratha. Ces événements avaient pour but de préparer cette descente du Gange.
Pour d'autres, il s'agit de la monture d'Indra dieu du ciel, Airavatha le  majestueux éléphant blanc reconnaissable, sur le bas-relief, à ses quatre défenses. Il est accompagné par sa femelle et par des éléphanteaux qui jouent entre ses pattes.

### Les animaux

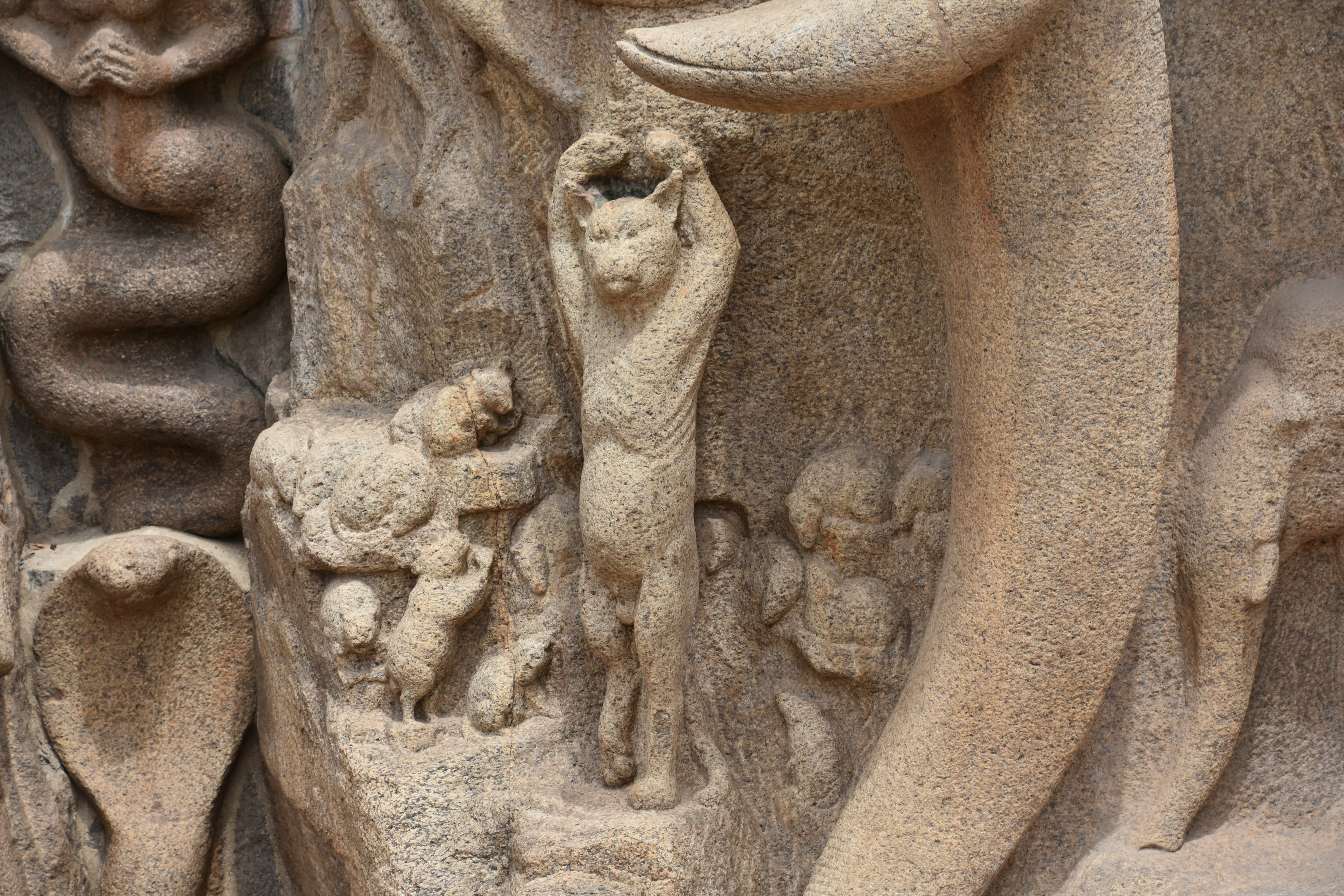
Le chat "en pénitence"

- Le chat "en pénitence"Chat et souris - Dans le bas, à droite de la fissure, on reconnaît un chat yogi en posture de méditation, des souris insouciantes dansant autour de lui[9],[10],[11]. La scène figure un dicton de la sagesse populaire indienne qui conseille de se méfier des faux sâdhus, racontée dans le Pañchatantra un recueil de contes vieux de 25 siècles.
- Lions - A l'extrême gauche, figure un exemplaire de l'emblème de la dynastie Pallava[6], ainsi que plusieurs autres à l'autre extrémité du monument.
- Macaques - Présents à plusieurs endroits du bas-relief principal, on peut voir une sculpture en ronde-bosse à quelques mètres à droite de la Descente du Gange qui représente une famille de macaque, le mâle épouillant sa femelle qui allaite son petit.
- Cerfs et biches - Les cervidés sont figurés plusieurs fois. En particulier tout en bas sous la représentation d'Arjuna en prière, on voit un cerf qui gratte son mufle avec sa patte arrière, couché à côté d'une biche[6].
- Animaux domestiques - Dispersés un peu partout on trouve plusieurs représentations des cheptels (béliers) et des volailles élevés à l'époque, canards et poules fréquentent tout particulièrement les abords immédiat du Gange près du déversoir[6].

### Personnages divers
Hormis les nombreuses représentations divines, le bas-relief dépeint la vie de village en Inde au VIIe siècle, notamment des scènes de la vie quotidienne. 
Les chasseurs et les scènes de chasse font partie de cette partie du panneau ; un chasseur à l'arc, deux chasseurs se cachant sous les arbres pour chasser, un lion sur le point d'attaquer deux chasseurs sont quelques-unes des parties des scènes forestières gravées sur le panneau. Une autre scène est celle de quelques singes, et de la sculpture d'un lion dans sa tanière avec quelques cerfs devant. Des sculptures de chasseurs portant un pichet et un autre transportant les dépouilles des animaux tués sont également visibles,. 
Dans la partie supérieure, à droite de la fissure, le donateur et mécène, le roi Pallava Mahendravarman (580–630) est représenté en compagnie de ses trois épouses.

## Galerie

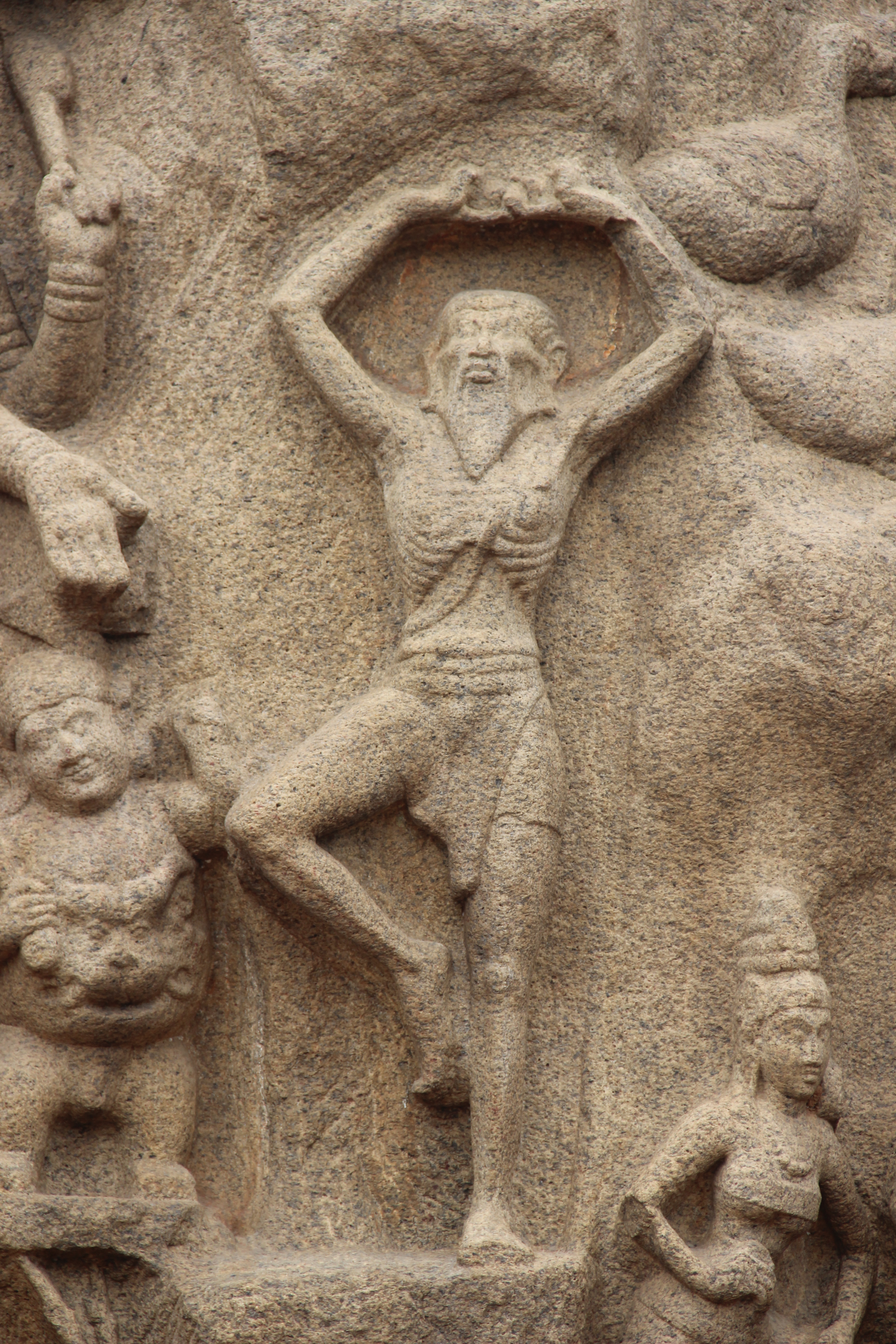
Le pénitent.
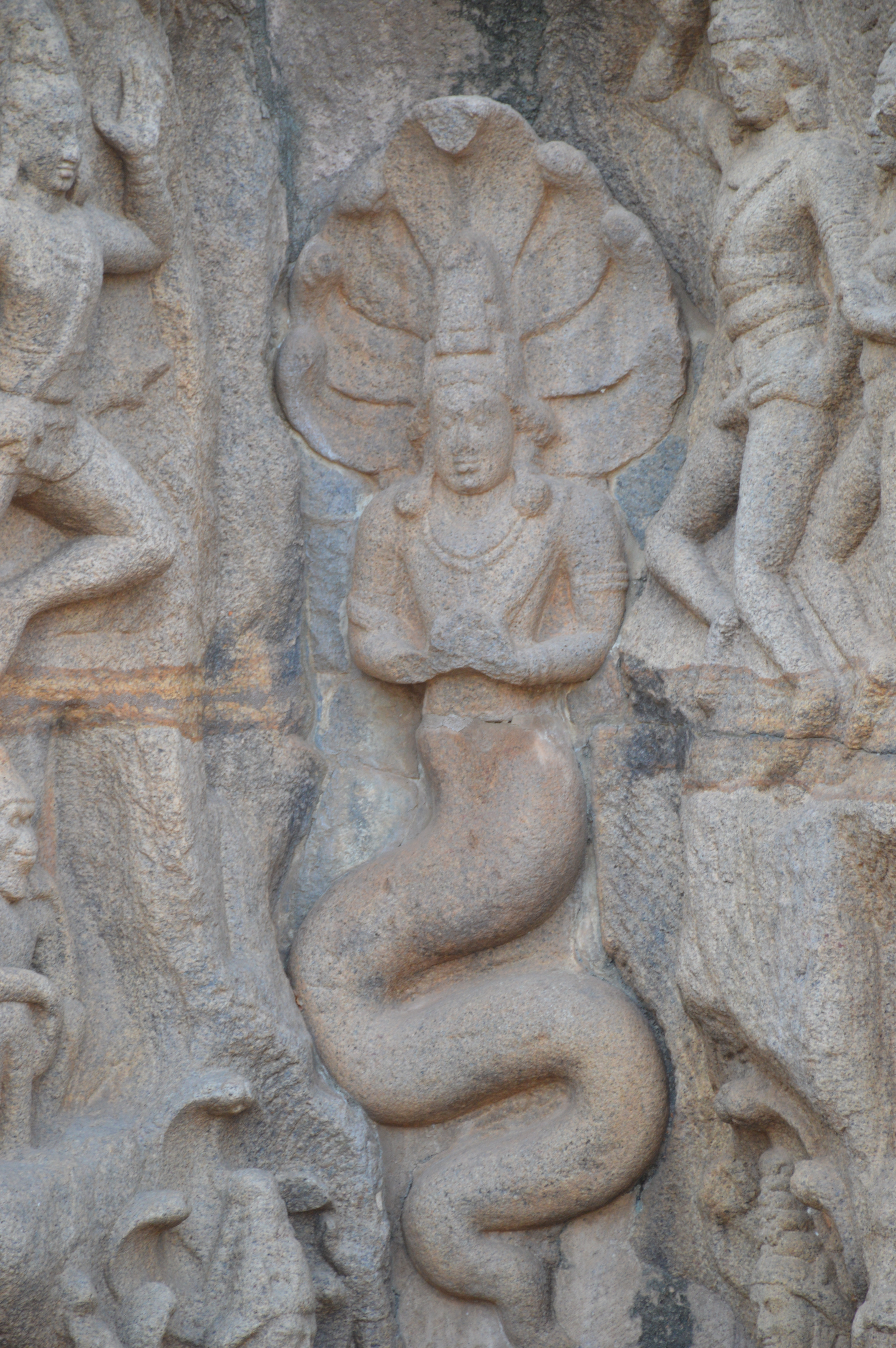
Le serpent Nâga.
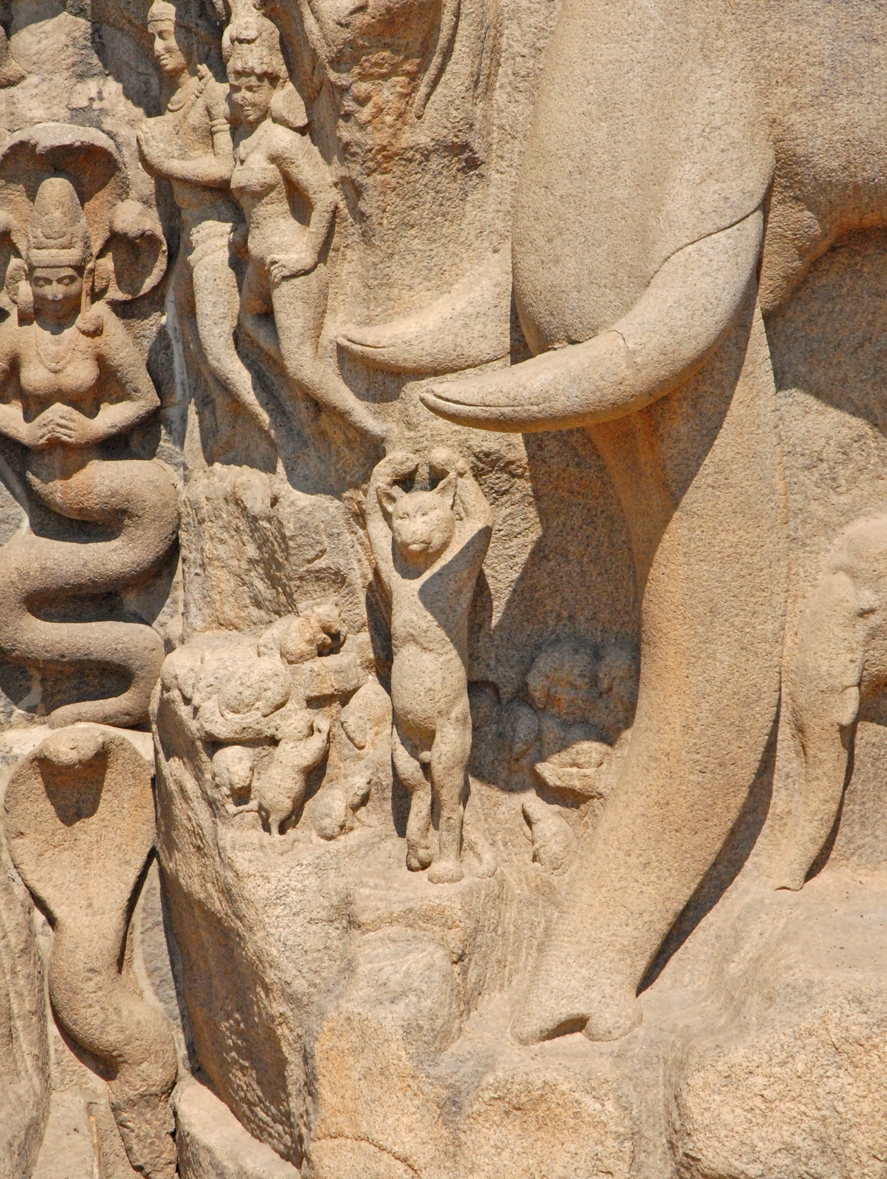
Les 4 défenses d'Airavatha.
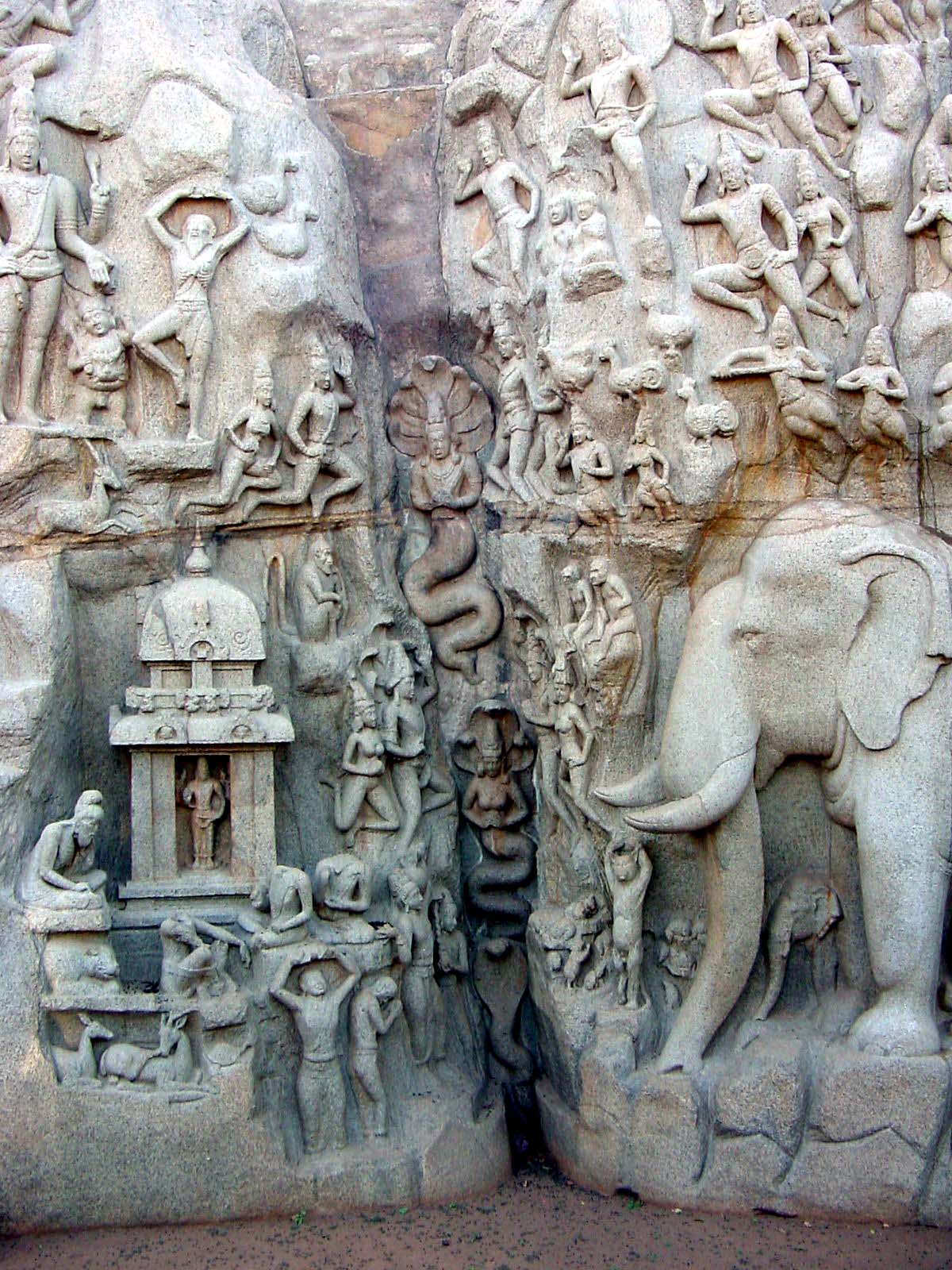
Le Gange.
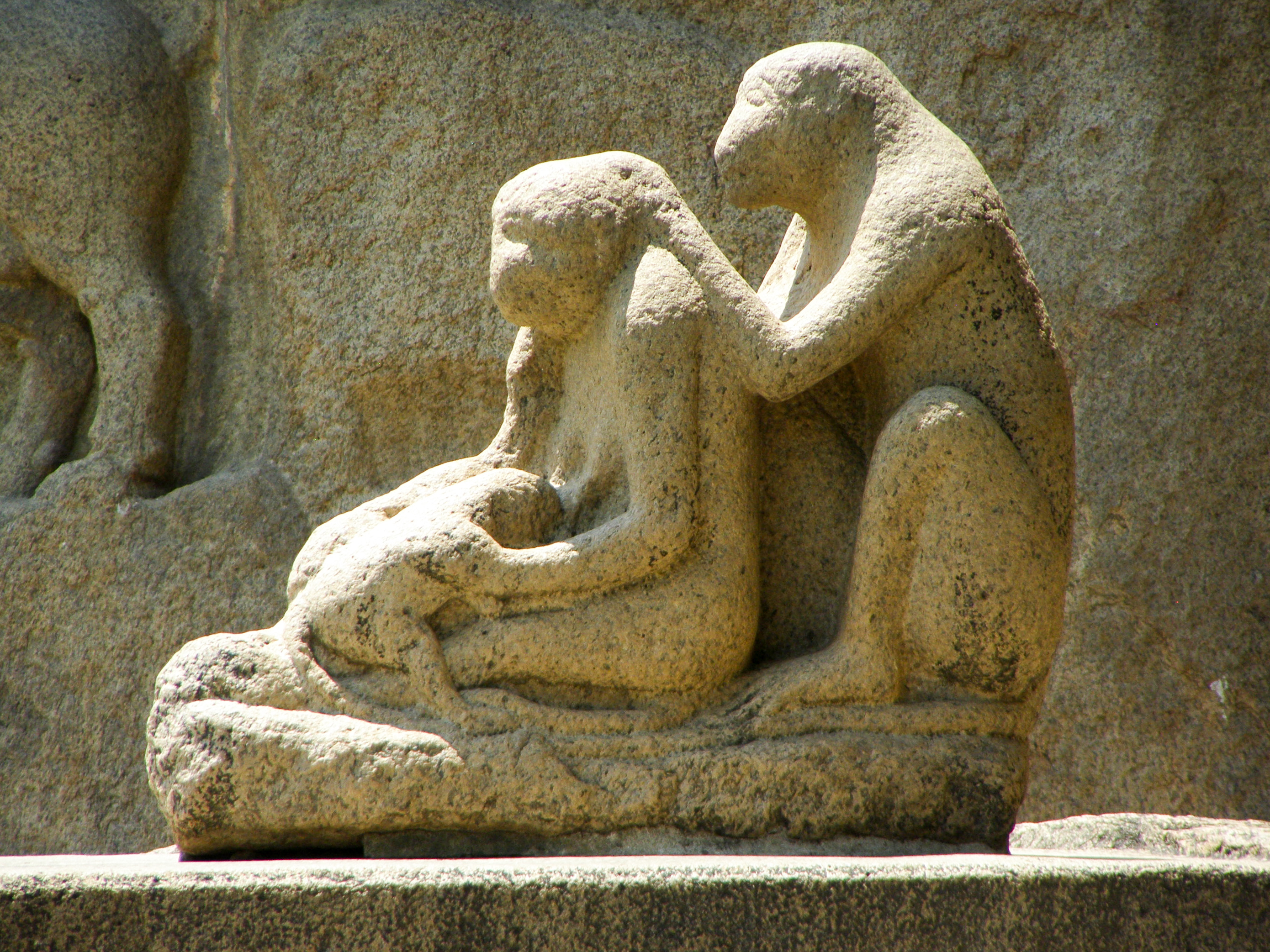
Un macaque épouille sa compagne en train d'allaiter son petit.
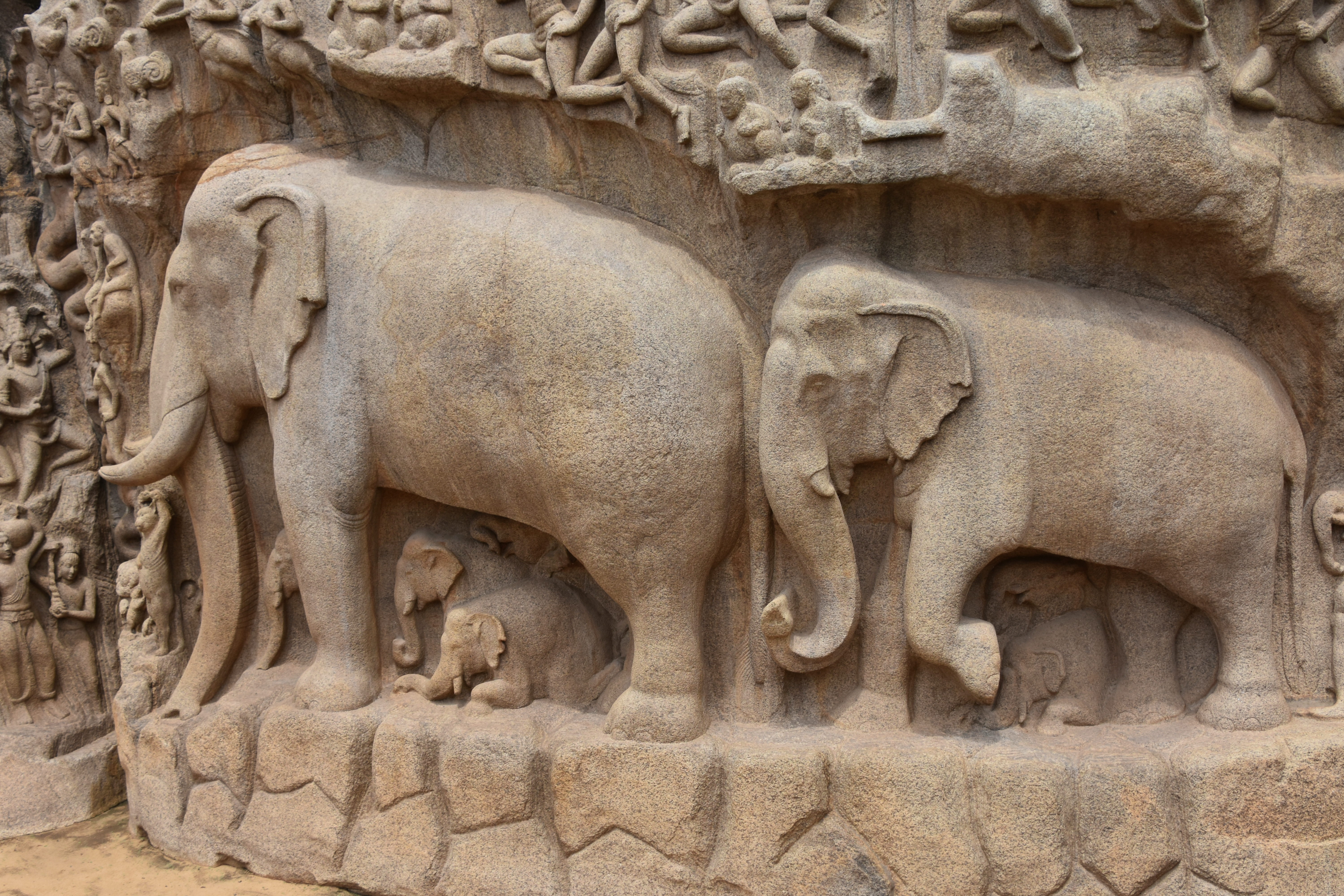
Les éléphants.
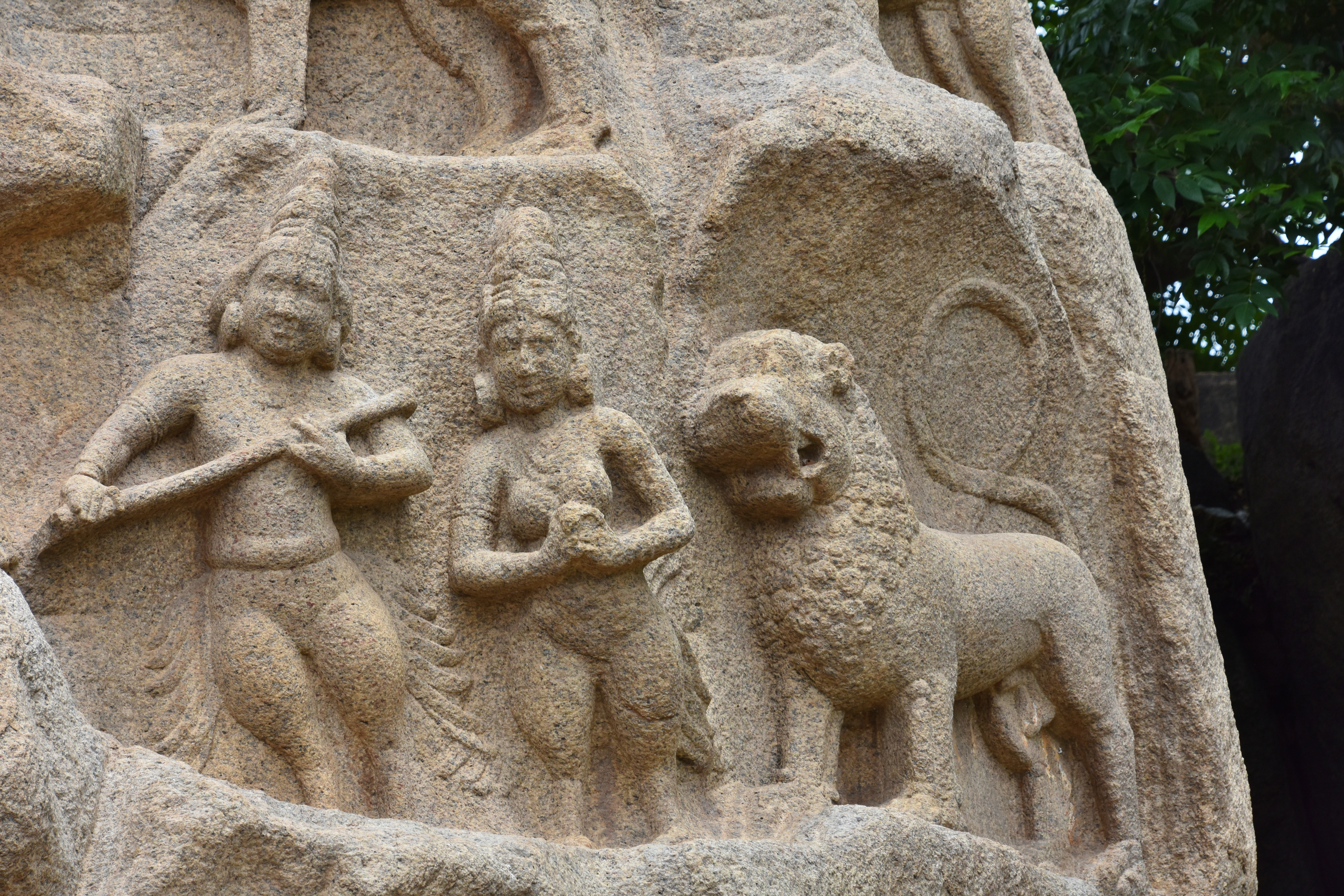
Lion.
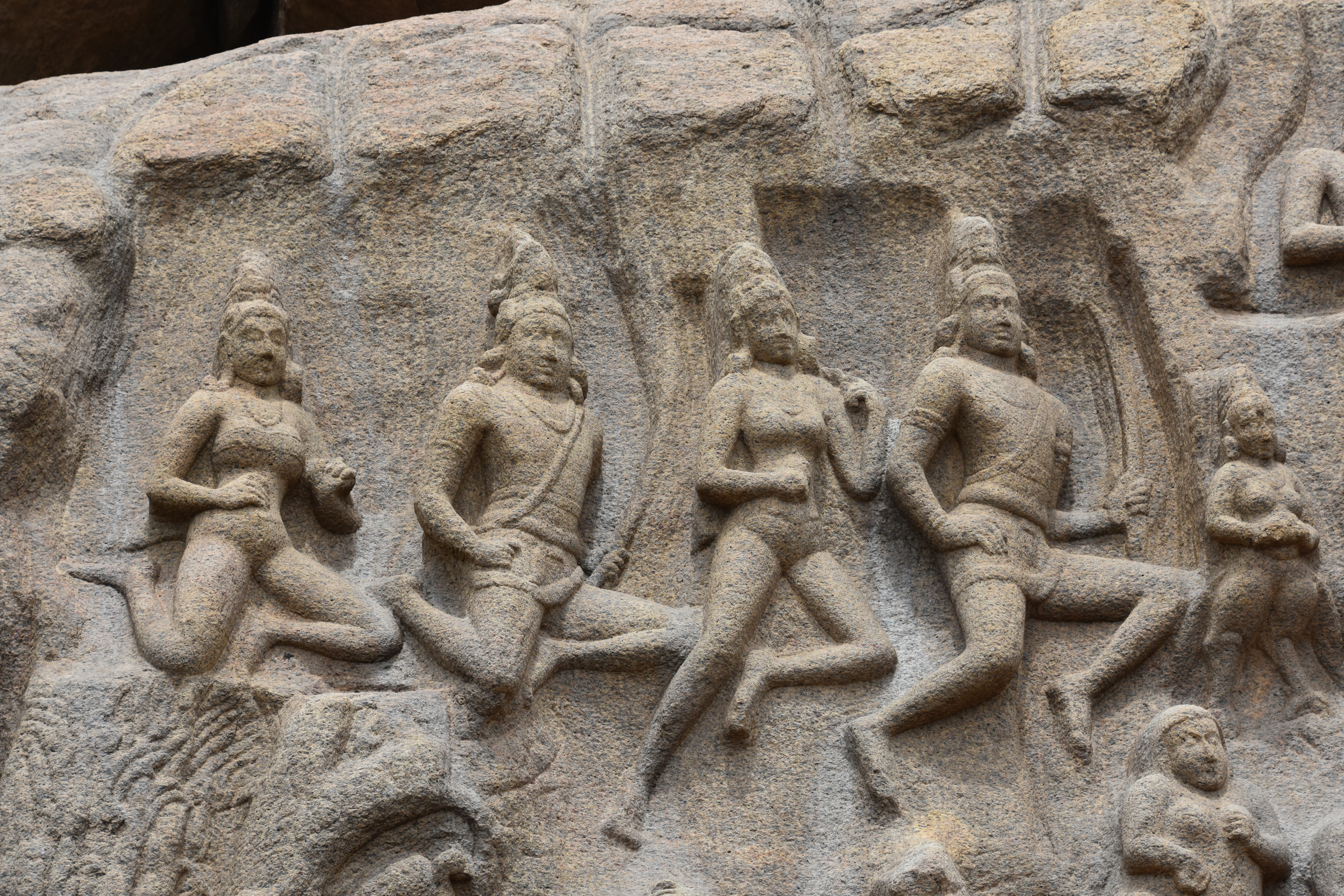
Etres célestes.